# Trauma (série télévisée, 2009)
Pour les articles homonymes, voir Trauma.
Trauma, ou Trauma : les premiers répondants au Québec, est une série télévisée américaine en 18 épisodes de 42 minutes, créée par Dario Scardapane et diffusée du 28 septembre 2009 au 26 avril 2010 sur le réseau NBC et en simultané sur Citytv au Canada.
En France, la série est diffusée depuis le 25 avril 2010 sur TF1, au Québec depuis le 24 août 2010 sur AddikTV et en Belgique depuis le 11 novembre 2010 sur La Une.

## Synopsis
En cas d'urgence, C'est cette équipe qui est aux premières loges. Que ce soit par hélicoptère, par bateau ou par ambulance. Ce sont les premiers à arriver pour administrer les premiers secours. Ils desservent la région de la Pyramide Transamerica aux profondeur la Baie de San Francisco. Ils font souvent face à des conditions difficiles pour sauver des vies.

## Distribution
- Derek Luke (V. F. : Franck Soumah) : Cameron Boone
- Anastasia Griffith (V. F. : Laurence Sacquet) : Nancy Carnahan
- Aimee Garcia (V. F. : Caroline Lallau) : Marisa Benez
- Kevin Rankin (V. F. : Emmanuel Karsen) : Tyler Briggs
- Taylor Kinney (V. F. : Damien Ferrette) : Glenn Morrison
- Jamey Sheridan (V. F. : Philippe Catoire) : Dr Joseph « Joe » Saviano
- Cliff Curtis (V. F. : Bernard Bollet) : Reuben « Speedy » Palchuck
- Scottie Thompson (V. F. : Laurence Bréheret) : Dr Diana Van Dine

- Version française :
  - Société de doublage : Imagine

## Épisodes
1. Baptême du feu (Pilot)
2. Tous les coups sont permis (All's Fair)
3. Tueur fou (Bad Day at Work)
4. Issue de secours (Stuck)
5. Les masques tombent (Masquerade)
6. En plein cœur (Home Court)
7. En dépit des apparences (That Fragile Hour)
8. Panique à bord (M'Aidez)
9. Rentrer chez soi (Going Home)
10. En plein vol (Blue Balloon)
11. Le bout du tunnel (Tunnel Vision)
12. Le mauvais œil (Protocol)
13. Retour en fanfare (13)
14. Pris pour cibles (Targets)
15. Actes et conséquences (Scope of Practice)
16. Client privilégié (Frequent Fliers)
17. La petite inconnue (Sweet Jane)
18. Faux numéro (Crossed Wires)

## Commentaires
Le 5 avril 2010, NBC réduit sa commande à 18 épisodes, annulant la série.